# Iolaphilus henryi
Iolaphilus henryi är en fjärilsart som beskrevs av Henry Stempffer 1961. Iolaphilus henryi ingår i släktet Iolaphilus och familjen juvelvingar. Inga underarter finns listade i Catalogue of Life.